# حادثة الرجيع
سرية مرثد بن أبي مرثد أو سرية الرجيع إحدى سرايا الرسول، أرسل فيها الصحابي مرثد بن أبي مرثد في عشرة من الصحابة؛ وقيل ستة، في صفر من السنة الرابعة للهجرة، فقتلتهم هذيل عند بئر الرجيع، وأُسرت ثلاثة وباعتهم في مكة، واختُلف في غاية السرية كما سيذكر في روايات أحداثها. واتفقوا انها كانت انتقاما لمقتل خالد بن سفيان الهذلي في سرية عبد الله بن انيس.

## أحداث السرية
وجاء فيها: في رواية محمد بن إسحاق عن عاصم بن عمر بن قتادة قال: قدم على رسول الله ﷺ بعد أحد جمعٌ من عضل والقارة يطلبون منه أن يبعث معهم من يعلمهم شرائع الإسلام ويقرأ عليهم القرآن، فبعث النبي ﷺ ستةً من أصحابه (وذكر موسى بن عقبة أنهم ستة مع تسميتهم أيضًا، بينما في الرواية الأولى كانوا 10)، وهم: مرثد بن أبي مرثد الغنوي. وكان أمير القوم. و خالد بن البكير الليثي الكناني. وعاصم بن ثابت بن أبي الأفلح.وخبيب بن عدي الأوسي.وزيد بن الدثنة.وعبد الله بن طارق البلوي. فخرجوا مع القوم الذين أتوا يطلبون من يعلم قومهم الإسلام، حتى إذا وصلوا إلى ماء الرجيع غدروا بهم، فنادوا هذيلًا، فأحاط المشركون الصحابة بسيوفهم، وقال لهم المشركون: «إنا والله ما نريد قتلكم، ولكنا نريد أن نصيب بكم شيئًا من أهل مكة، ولكم عهد الله وميثاقه ألا نقتلكم». لكن مرثدا وخالدا وعاصما ردوا عليهم: «والله لا نقبل من مشرك عهدًا ولا عقدًا أبدًا»، وأنشد عاصم بن ثابت يقول:
| ما علتي وأنا جلد نابل |  | والقوس فيها وتر عنابل  |
| تزل عن صفحتها المعابل |  | الموت حق والحياة باطل  |
| وكل ما حم الاله نازل  |  | بالمرء والمرء إليه آيل |

وأبيات أخرى. فلما قتل عاصم أرادت هذيل أخذ رأسه ليبيعوه لسلافة بنت سعد بن سهيل، فهي كانت قد نذرت حين أصاب ابنيها يوم أحد أن تشرب في قحف رأسه الخمر. فمنعته الدبر (حشرات)، فقال القوم دعوه حتى يمسي فيذهب عنه فنأخذه، فأرسل الله ماءً حمله. وكان هذا عهدًا له عند الله ألا يمس مشركًا ولا يمسه مشرك. فقتل من قتل، وبقي خبيب وزيد وعبد الله بن طارق، فلانوا وسلموهم أنفسهم. لكن في الطريق إلى مكة عند الظهران انتزع عبد الله بن طارق يده من القران فهرب، وأخذ بيده سيفه فرموه بالحجارة حتى قتلوه، فقبره بالظهران. ثم باعت هذيل خبيب بن عدي وزيد بن الدثنة في مكة، واشترى خبيب بنو الحارث بن عامر بن نوفل، ذلك أن خبيبًا قتل الحارث يوم بدر. وعندما أرادوا قتله قال: «دعوني أصلي ركعتين» فكان أول من سن الركعتين عند القتل. ثم قال: «اللهم أحصهم عددًا، واقتلهم بددًا» وأنشد يقول:
| ولست أبالى حين أقتل مسلما |  | على أي شق كان في الله مصرعي |
| وذلك في ذات الاله وإن يشأ |  | يبارك على أوصال شلو ممزع    |

ثم قتله أبو سروعة عُقبة بن الحارث.

## رواية البخاري
وجاء فيها: أن النبي ﷺ بعث سرية إلى مكة تستطلع له. وقد كانوا عشرة من الصحابة (بخلاف رواية ابن إسحاق والتي كانوا فيها ستًا)، أمر عليها عاصم بن ثابت بن أبي الأفلح، وهو خال عاصم بن عمر بن الخطاب. وعندما وصلت السرية إلى مكان الرجيع (الرجيع هي بئر بين عسفان ومكة تبعد عن عسفان 8 أميال، وهي ماء لقبيلة هذيل بناحية الحجاز تبعهم بنو لحيان من هذيل، فاقتصوا أثرهم حتى وجدوا في منزلٍ نوى تمر معروفٍ للمدينة، فقالوا: هذا تمر يثرب. فما زالوا يلاحقونهم حتى لحقوهم. فعندما أحاطوا بهم قالوا للسرية: "لكم العهد والميثاق إن نزلتم إلينا ألا نقتل منكم رجلًا". فرد عاصم (أمير السرية): "أما أنا فلا أنزل في ذمة كافر، اللهم أخبر عنا رسولك. فقتل بنو لحيان السرية وبقي منهم خبيب وزيد ورجلٌ آخر. وأخذوا العهد منهم ألا يقتلوهم فنزلوا إليهم. ثم قاموا بتقييدهم، فقال الرجل الثالث «هذا أول الغدر» فأبى أن يصحبهم فقتلوه. والتتمة كالرواية الأولى.